# Julius Cassirer
Julius Cassirer (geboren am 2. Februar 1841 in Schwientochlowitz; gestorben am 18. Juni 1924 in Berlin) war ein deutscher Industrieller aus der Familie Cassirer, der unter anderem als Holzhändler und Hauptteilhaber der Kabelwerke Dr. Cassirer und Co. in Berlin aktiv war.

## Leben
Julius Cassirer war der zweitälteste Sohn von zehn Kindern des Marcus Cassirer (1809–1879) und dessen Frau Jeannette, geborene Steinitz (1813–1889). Er wurde 1841 in Schwientochlowitz, heute Świętochłowice, geboren. Er heiratete Julie (Julcher) Cassirer (1844–1924), die Tochter seines Onkels Siegfried Cassirer (1812–1897), und hatte mit ihr insgesamt drei Kinder: den Schriftsteller und Musiker Fritz Leopold Cassirer, den Verleger Bruno Cassirer und Elise Cassirer.
Julius war ab 1866 gemeinsam mit seinem Bruder Louis Prokurist der von seinem Vater eröffneten Marcus Cassirer & Co. Liqueurfabrik in Breslau. Der Vater setzte sich als Teilhaber der nun von seinen Söhnen geleiteten Liqueurfabrik zur Ruhe, er starb am 20. Oktober 1879 in Breslau und hinterließ seinen Besitz gleichmäßig seinen neun noch lebenden Kindern.
Julius ging nach Görlitz, wo er bis in die 1870er Jahre gemeinsam mit seinem Bruder Isidor Cassirer die Firma Cassirer und Söhne leitete. Zu Beginn der 1880er Jahre zogen Louis und Julius Cassirer nach Berlin, wo aufgrund der Bautätigkeit ein großer Bedarf nach Bauholz bestand, und wurden Holzhändler und -lieferanten mit der Gebr. Cassirer Bau- und Naturholzhandlung. Da sie im Fall des Zahlungsausfalls für bereits geliefertes Holz als Gläubiger häufig die bereits begonnenen Häuser zugesprochen bekamen und finanziell in der Lage waren, diese fertigzustellen, kamen sie zusätzlich in den Besitz zahlreicher Mietshäuser in Berlin, die vor allem bis 1900 stark an Wert gewannen. Nach und nach kamen auch die Brüder Eduard, Salo und Isidor sowie Max nach Berlin und ließen sich in Charlottenburg nieder, das zu dem Zeitpunkt noch selbstständig war.

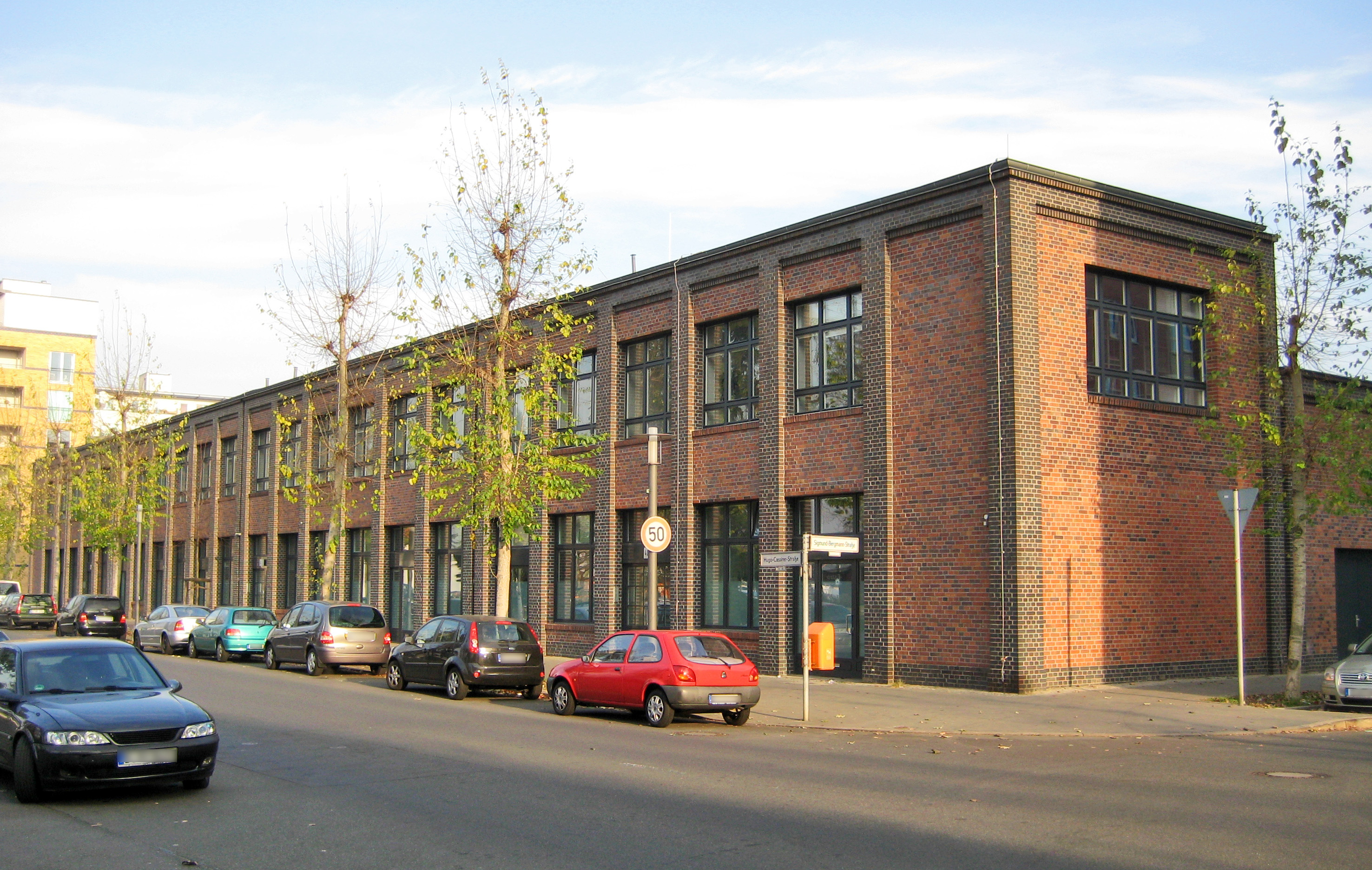
Ehemalige Werkshalle der Kabelwerk Dr. Cassirer und Co. AG, entworfen von Hans Poelzig (Nordseite, 2011)

Gemeinsam mit seinen Neffen Alfred und Hugo, der nach seiner Promotion in Chemie im Kabelwerk seines Onkels Otto Bondy in Wien gearbeitet hatte, gründete Julius Cassirer 1896 die Kabelwerke Dr. Cassirer und Co. im Hinterhof der Schönhauser Allee 62, bei denen später auch Louis Cassirer Teilhaber wurde.
Die Kabelwerke verlagerten ihre Produktion nach Hakenfelde in die Keplerstraße 5–6 und wuchs als einer der ersten Betriebe seiner Branche weiter an. 1912 beschäftigten die Cassirer hier 150 Arbeiter und Angestellte, bis 1914 wuchs die Belegschaft auf 630 Personen und das Betriebskapital betrug 5 Millionen Mark bei einem Jahresumsatz von 10 Millionen Mark. Julius Cassirer war zudem Teilhaber der Verkaufsstelle Vereinigter Fabriken isolierter Leitungsdrähte Berlin GmbH, der Linear Gummiwarenfabrik und der Oberschlesischen Telefongesellschaft, er wohnte in einer Villa in der Fasanenstraße 12 in Charlottenburg und galt als „bestens berufener, angesehener Mann.“

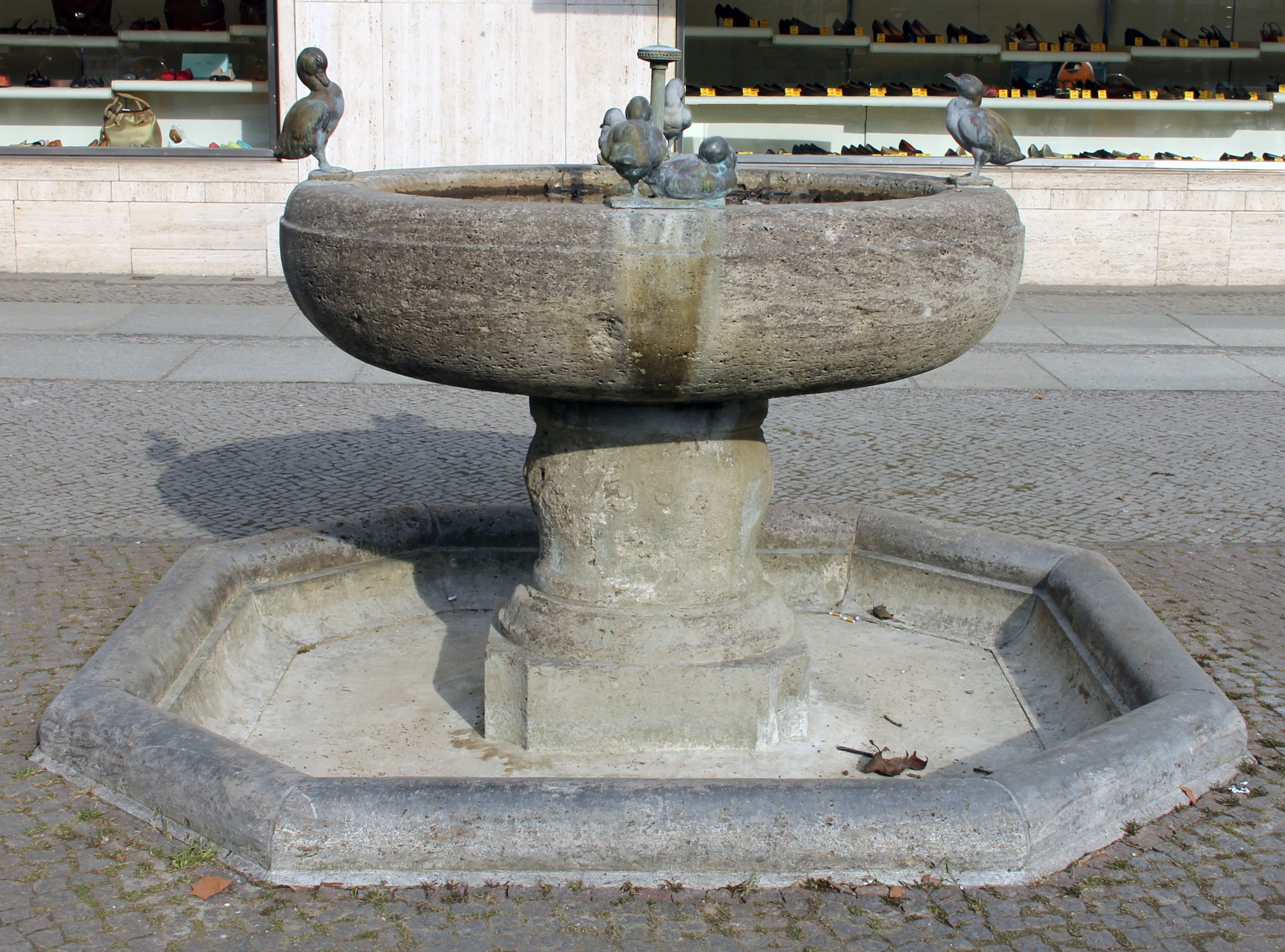
Schwanenkükenbrunnen von August Gaul, 1908

Neben seiner Geschäftstätigkeit war Julius Cassirer Mitglied der Handelskammer Berlin und der Kommission für Zoll-, Steuer und Handelsfragen, den Kommissionen für Rechtliche und Verkehrsfragen, im Börsenvorstand und von 1904 bis 1908 Handelsrichter. Darüber hinaus sind Wohltätigkeitsaktivitäten dokumentiert, darunter Spenden seine von Invalidität betroffenen Arbeiter und alte notleidende Frauen sowie der Abschluss von Unfallversicherungen für seine Arbeiter. 1910 stiftete er der Stadt Charlottenburg den 1908 von August Gaul hergestellten Schwanenkükenbrunnen, der am Kurfürstendamm 61 aufgestellt ist. 1914 wurde er zum Königlichen Kommerzienrat ernannt.

## Belege
1. 1 2 3  Sigrid Bauschinger: Die Cassirers. Unternehmer, Kunsthändler, Philosophen. C.H.Beck, München 2015; S. 445–446. ISBN 978-3-406-67714-4.
2. ↑  Familie Julius und Julcher Cassirer (Memento des Originals vom 18. Mai 2016 im Internet Archive)  Info: Der Archivlink wurde automatisch eingesetzt und noch nicht geprüft. Bitte prüfe Original- und Archivlink gemäß Anleitung und entferne dann diesen Hinweis. auf metastudies.net; abgerufen am 18. Mai 2016.
3. ↑  Sigrid Bauschinger: Die Cassirers. Unternehmer, Kunsthändler, Philosophen. C.H.Beck, München 2015; S. 13–15. ISBN 978-3-406-67714-4.
4. 1 2  Sigrid Bauschinger: Die Cassirers. Unternehmer, Kunsthändler, Philosophen. C.H.Beck, München 2015; S. 18. ISBN 978-3-406-67714-4.
5. 1 2 3 4 5  Sigrid Bauschinger: Die Cassirers. Unternehmer, Kunsthändler, Philosophen. C.H.Beck, München 2015; S. 19. ISBN 978-3-406-67714-4.

| Personendaten    | Personendaten           |
| ---------------- | ----------------------- |
| NAME             | Cassirer, Julius        |
| KURZBESCHREIBUNG | deutscher Industrieller |
| GEBURTSDATUM     | 2. Februar 1841         |
| GEBURTSORT       | Schwientochlowitz       |
| STERBEDATUM      | 18. Juni 1924           |
| STERBEORT        | Berlin                  |